# Taphrina
Taphrina Fr. 1815 è un genere di funghi ascomiceti della famiglia Taphrinaceae che causano patologie su piante arboree. I patogeni di questo genere colpiscono gli organi legnosi, le foglie e i frutti ed emettono degli enzimi che causano deformazioni degli organi colpiti.

## Tassonomia
Il genere comprende oltre 150 specie tra cui:
- Taphrina aurea
- Taphrina bullata
- Taphrina carpini
- Taphrina cerasi
- Taphrina deformans
- Taphrina pruni
- Taphrina ulmi